# Helmut Schmale
Helmut Schmale (* 20. Juli 1934 in Emden; † 25. September 2024) war ein deutscher evangelischer Pfarrer und Schriftsteller.

## Leben
Helmut Schmale wirkte von 1968 bis 1996 als Pfarrer der evangelischen Kirchengemeinde im nordrhein-westfälischen Königsdorf. Er lebte die letzten Jahrzehnte in Frechen bei Köln.
Helmut Schmale war Verfasser von Erzählungen und Gedichten. Er gehörte der Europäischen Autorenvereinigung "Die Kogge" und dem Autorenkreis Rhein-Erft an.

## Werke
- Konfirmanden und Gottesdienst, Hamburg 1981
- Alles hat seine Zeit, Schorndorf 1984
- Und kein Lachen, Schorndorf 1984
- Kopfsteinpflaster, Weilerswist 1993
- Regen und Schweigen, Weilerswist 1993
- Im Tal der Zeichen, Lahnstein 2001